# Megalographa hysterina
Megalographa hysterina är en svampart som beskrevs av A. Massal. 1860. Megalographa hysterina ingår i släktet Megalographa, klassen Dothideomycetes, divisionen sporsäcksvampar och riket svampar.   Inga underarter finns listade i Catalogue of Life.